# Trilith Studios
Les Trilith Studios (anciennement Pinewood Atlanta Studios) sont des studios de cinéma américains situés près d'Atlanta, à Fayetteville dans le comté de Fayette dans l'État de Géorgie.

## Historique

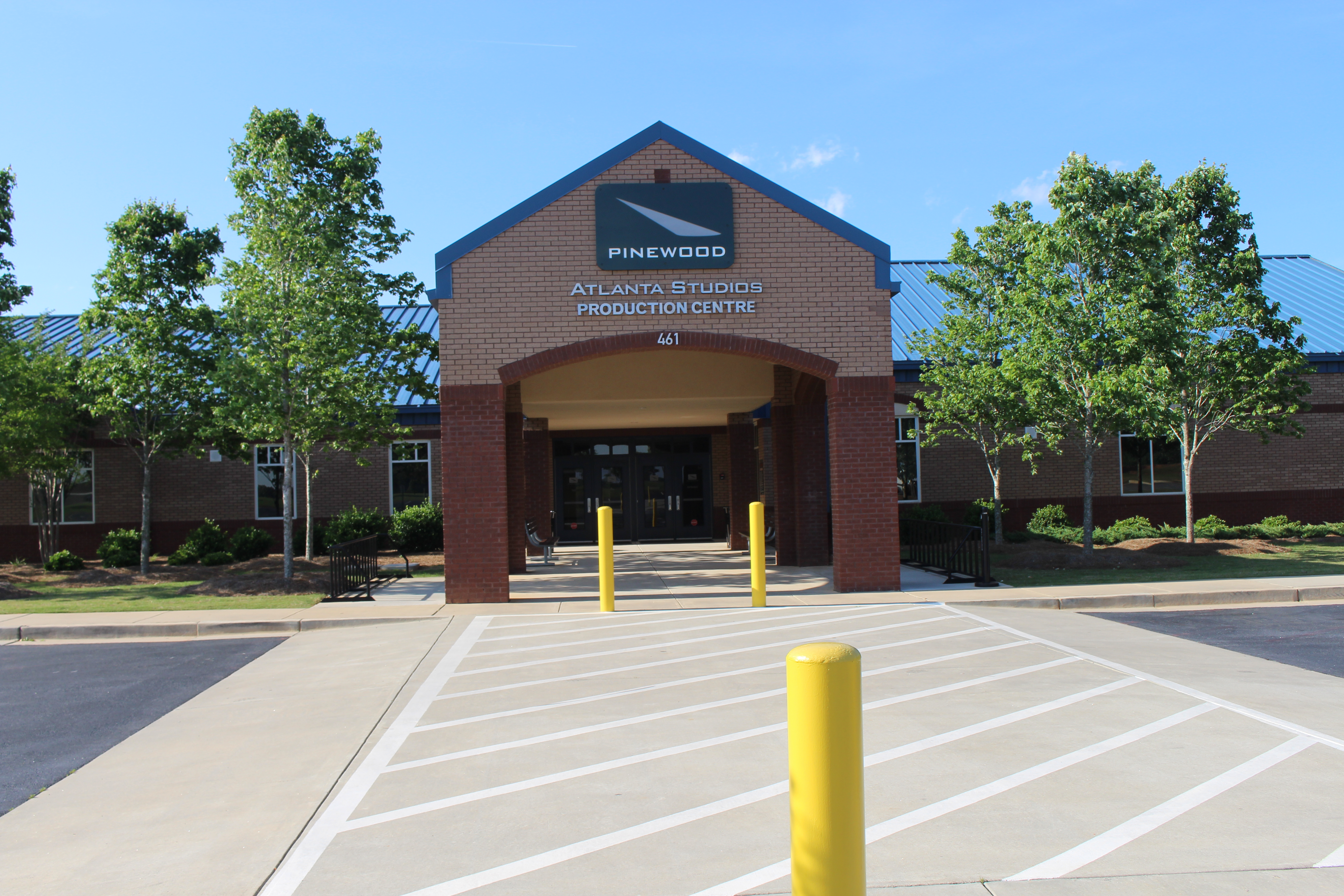
Ancienne entrée des Pinewood Atlanta Studios

Le projet de création des studios est annoncé le 23 avril 2013 par le Pinewood Group, en collaboration River's Rock LLC et la famille de Truett Cathy, le fondateur de Chick-fil-A. Ces studios font partie du Pinewood Group, qui possèdent d'autres studios dans le monde.
Le premier film est tourné dans les studios en 2014. Il s'agit de Ant-Man des studios Marvel.
À la suite de lois anti-avortements votées en Géorgie ayant amenés des groupes comme Netflix et Disney à annuler leurs projets de productions dans l'État, le Pinewood Group annonce le 21 août 2019 qu'il vend sa participation dans Pinewood Atlanta Studios mais reste gestionnaire du site,.
En octobre 2020, les studios sont officiellement rebaptisés Trilith Studios, en référence au trilithe et comme un « clin d’œil à notre héritage britannique » selon le directeur des lieux Frank Patterson.
En 2022, les studios se dotent du Prysm Stage, un plateau de 1 700 m2 avec un immense écran LED à 360 degrés pour projeter des décors en direct sur le plateau .

## La ville
En 2016, le complexe de Pinewood Forest est lancé à côté des studios. Des maisons individuelles sont construites et sont prévus un cinéma, des restaurants, des commerces et hôtels sont envisagés, le tout avec des matériaux développement durable. En 2020, à la suite du changement de nom des studios, Pinewood Forest devient Town at Trilith.

## Éducation
En 2016, l'un des plateaux est modifié en école et devient la Georgia Film Academy. En 2020, l'académie lance un partenariat avec les studios Trilith et l'université de Géorgie pour lancer son propre programme de Master of Fine Arts avec des logements pour les étudiants dans les studios. Trilith ouvre également The Forest School, une petite école K–12.

## Œuvres tournées dans les studios
NB : les œuvres citées ici ne sont pas nécessairement tournées entièrement dans les studios.

### Pinewood Atlanta Studios

#### Cinéma
- 2015 : Ant-Man de Peyton Reed
- 2016 : Captain America: Civil War d'Anthony et Joe Russo
- 2016 : Passengers de Morten Tyldum
- 2017 : Les Gardiens de la Galaxie Vol. 2 (Guardians of the Galaxy Vol. 2) de James Gunn
- 2017 : Spider-Man: Homecoming de Jon Watts
- 2017 : Krystal de William H. Macy
- 2018 : Black Panther de Ryan Coogler
- 2018 : Avengers: Infinity War d'Anthony et Joe Russo
- 2018 : Ant-Man et la Guêpe (Ant-Man and the Wasp) de Peyton Reed
- 2019 : Avengers: Endgame d'Anthony et Joe Russo
- 2019 : Retour à Zombieland (Zombieland: Double Tap) de Ruben Fleischer
- 2021 : The Suicide Squad de James Gunn

#### Télévision
- 2020 : Love Is Blind
- 2021 : WandaVision
- 2021 : Falcon et le Soldat de l'hiver (The Falcon and the Winter Soldier)
- 2021 : Loki

### Trilith Studios

#### Cinéma
- 2021 : Spider-Man: No Way Home de Jon Watts[12]
- 2022 : Black Adam de Jaume Collet-Serra[7]
- 2022 : Black Panther: Wakanda Forever de Ryan Coogler[13]
- 2024 : Captain America: New World Order de Julius Onah[14]
- 2024 : Megalopolis de Francis Ford Coppola[15]
- 2025 : Thunderbolts* de Jake Schreier
- 2025 : Superman de James Gunn
- 2026 : Moana de Thomas Kail

#### Télévision
- 2021 : Ms. Marvel[12]
- 2021 : Hawkeye[16],[12]
- 2022 : She-Hulk[17].
- 2022 : Werewolf by Night (téléfilm special) de Michael Giacchino[18]
- 2022 : Les Gardiens de la Galaxie : Joyeuses Fêtes (The Guardians of the Galaxy Holiday Special) (téléfilm special) de James Gunn[19]
- 2024 : Echo
- 2024 : Agatha All Along
- 2025 : Peacemaker (saison 2)
- 2025 : Ironheart[20]